# Borderline (pel·lícula)
Borderline és una pel·lícula britànica experimental muda, dirigida per Kenneth Macpherson el 1930. És una pel·lícula pionera en el tractament de les relacions interracials quan eren un tabú absolutament inabordable.

## Argument
La pel·lícula gira al voltant d'un triangle d'amor interracial i els seus efectes sobre les relacions locals. Adha, una dona negra té una relació extramatrimonial amb Thorne, un home blanc. Com a conseqüència, Astrid, la dona enganyada inicia una sèrie de prejudicis contra la comunitat negra. Pete, el marit de la dona negra intenta la reconciliació amb Adah, però finalment ella decideix deixar-lo a ell i la ciutat. Astrid s'enfronta a Thorne i l'ataca amb un ganivet. En la batussa, Astrid mor. La pel·lícula acaba amb les seqüeles del judici de Thorne per a l'assassinat.

## Repartiment
- Paul Robeson: Pete, l'home negre
- Eslanda Robeson: Adah, la dona negra
- Hilda Doolittle: Astrid
- Gavin Arthur: Thorne
- Charlotte Arthur
- Blanche Lewin
- Winifred Ellerman

## Al voltant de la pel·lícula
- La pel·lícula és descoberta al final dels anys 70, i fins al 1983 no es troba un negatiu original a Suïssa per Freddy Buache.[2]
- És l'única pel·lícula encara intacta de Kenneth MacPherson.[2]